# Андрієнко Петро Павлович
Петро Павлович Андрієнко (* 7 лютого 1941) — український науковець та дипломат. Надзвичайний та Повноважний Посланник. Генеральний консул України в місті Ростов-на-Дону. Майстер спорту СРСР із самбо. Чемпіон України. Входив до Збірної України з боротьби самбо. Кандидат технічних наук. Професор. Академік Української технологічної академії. Член Правління Спілки економістів України.

## Біографія
Народився 7 лютого 1941 року в селі Бакланова Муравійка Куликівського району на Чернігівщині. У 1969 році закінчив хіміко-технологічний факультет Київського технологічного інституту легкої промисловості.
У 1961—1964 рр. — служба в Збройних силах.
У 1969—1971 рр. — на комсомольській роботі.
У 1990—1991 рр. — консультант відділу науки і освіти керуючого справами Київського міського комітету Компартії України.
У 1991—1993 рр. — головний спеціаліст, генеральний директор Фонду управлінського ризику, соціального захисту і допомоги Київської міської державної адміністрації.
У 1993—1998 рр. — керуючий справами Міністерства закордонних справ України.
У 1998—2002 рр. — радник Посольства України в Російській Федерації.
У 2002 році — начальник управління послів з особливих доручень і головних радників МЗС України.
З 2002 по 2006 рр. — Генеральний консул України в російському місті Ростов-на-Дону.
З 2011 по 2012 рр. — директор Інституту журналістики і міжнародних відносин КНУКіМ.
З 2012 року — Проректор Київського національного університету культури і мистецтв.